# Port de Karachi
Le port de Karachi (en anglais : Port of Karachi, en ourdou : کراچی بندرگاہ) est un port pakistanais situé à  Karachi, capitale économique du pays. Il est de loin le principal port du pays, avec près de 60 % du trafic maritime national à lui seul, et aussi l'un des plus importants d'Asie du Sud. 
Construit en 1854 par les colonisateurs britanniques, le port est un élément central du développement indien puis pakistanais tout comme de celui de la province du Sind. Il est idéalement situé au sein de la mer d'Arabie et proche de l'une des plus grandes routes commerciales du monde, entre l'Europe via le canal de Suez et les grandes puissances est-asiatiques. 
Le port a été déterminant dans le développement de Karachi et a fait de cette ville la plus peuplée, la plus attractive et la plus cosmopolite du Pakistan. Il est la porte ouverte du pays vers le commerce mondial et jouit d'une position largement dominante dans le trafic maritime national, seuls deux autres ports se disputant le reste du commerce maritime : le port Qasim situé dans la périphérie de Karachi et le port de Gwadar.

## Histoire
L'histoire du port est très liée à celui de sa ville, Karachi. Elle remonterait à la fin du XVIIe siècle ou au début du XVIIIe siècle quand une petite ville du nom de « Kharak » vivait ici de son port de pêche. Le commerce aurait commencé un peu plus tard avec la ville de Mascate, qui lui fait face dans la mer d'Arabie. Les marchands construisent alors une ville fortifiée pour protéger le port. Ce dernier change plusieurs fois de mains au cours du XVIIIe siècle au fil des évolutions de domination au sein du Sind. Les Britanniques commencent à s'intéresser au port et à y investir à la fin du siècle. Inquiète par la montée en influence des Russes dans la région, la Compagnie britannique des Indes orientales s'empare en 1839 du port de Karachi qui n'oppose pas de résistance. En 1843, le port et la ville sont annexés par les Britanniques et intégrés au sein du Raj britannique. 
Le port moderne de Karachi est créé en 1854 sous la domination coloniale. Les Britanniques font du port et de sa ville une zone stratégique et y investissent largement. Ils y battissent notamment une chaussée qui rapproche le port de la ville, cette dernière étant intégrée au sein de la Présidence de Bombay avant de devenir capitale du Sind. Le commerce se développe rapidement grâce aux échanges au sein de l'Empire britannique, notamment du coton exporté pour l'industrie textile britannique. En 1878, le port est relié avec le reste de l'Inde britannique par une ligne de chemins de fer. Après l'ouverture du canal de Suez en 1869, le port commence à exporter du pétrole extrait de la province du Baloutchistan. De nouveaux quais modernes sont installés en 1882 et à la fin du siècle, le port devient l'un des plus importants de la région, attirant beaucoup de personnes dans la ville qui se développe rapidement et devient cosmopolite. 
Au début au XXe siècle, le port continue de se développer en accueillant de nouveaux équipements et en étant agrandi. Il devient un lieu stratégique lors des Première Guerre mondiale et Seconde Guerre mondiale. Dans cette dernière, il sert notamment à ravitailler le front de l'Est. Quand le Pakistan accède à l'indépendance en 1947, Karachi devient la capitale du nouveau pays. Son port et le commerce qui en découle font de cette ville la plus riche et la plus peuplée du pays, qui attire toujours de nombreux immigrants. L'explosion démographique entraînera toutefois à partir des années 1980 de fortes tensions qui deviendront récurrentes. Lors du mouvement de 1968, la grève des dockers de Karachi contribue à la chute de Muhammad Ayub Khan.

## Installations et trafic

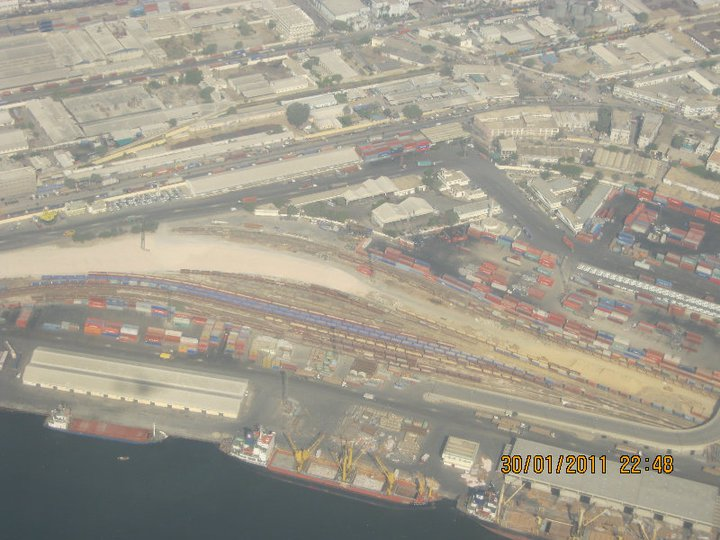
Vue aérienne du port de Karachi.

Le port de Karachi est stratégique de par sa situation, se trouvant entre le détroit d'Ormuz et la frontière indienne, en plein cœur de la mer d'Arabie. Il est situé sur l'une des routes commerciales les plus importantes au monde, entre le canal de Suez et les grandes puissances asiatiques. Le port se divise en ses deux quais est et ouest qui font au total 11,5 kilomètres de long. Il peut accueillir des navires allant jusqu'à 75 000 tonnes en port en lourd (TPL). On trouve au total 33 pontons d’amarrage, dont 13 ponton dans la partie ouest, 17 pontons sur la partie est et enfin trois pontons à pétroliers. Le port comporte deux terminaux à conteneurs : le Karachi International Container Terminal (KICT) et le Pakistan International Container Terminal (PICT) qui sont tous les deux gérés par le secteur privé. Le port emploie quelque 5 000 employés au total et est administrativement géré par le Karachi Port Trust créé en 1887,. 
Chaque année, le port opère un total de 650 000 EVP et 26 millions de tonnes en 2011, dont 14 millions de tonnes de matières liquides (pétrole ou gaz liquéfié). Il concentre à lui tout seul près de 60 % du trafic maritime national et a longtemps été quasiment en monopole, devant le port de Qasim situé dans la périphérie de Karachi et le port de Gwadar. Le port de Karachi est ainsi largement saturé et un nouveau terminal et quai profond de 16 mètres sont en construction, et devraient être inaugurés en 2021. Depuis son inauguration en 2007, le port de Gwadar dans la province voisine du Baloutchistan devient un concurrent sérieux du port de Karachi. Il a été construit pour permettre de désengorger Karachi dont les capacités de développement sont limitées et pour développer de nouvelles routes commerciales. 
Le port contient aussi non loin une base militaire de la marine pakistanaise.

## Environnement

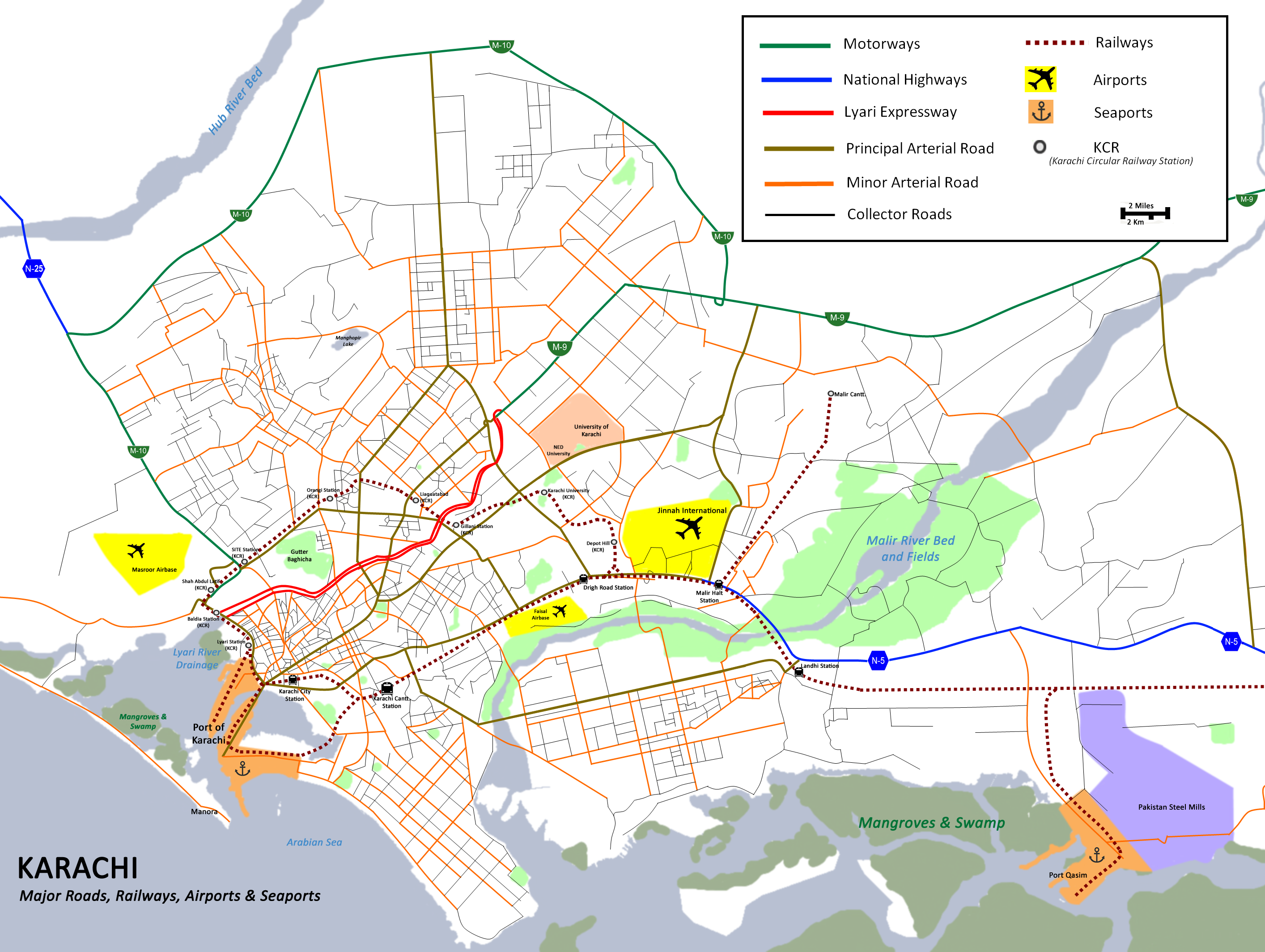
Carte de Karachi et du port au sud.

Le port et les activités humaines qui l'entourent ont créé plusieurs problèmes environnementaux au fil des années. La construction et l'extension du port mettent en danger les forêts de mangroves et les marais situés immédiatement à l'ouest. La plus grande catastrophe écologique qui a frappé le port a eu lieu le 28 juillet 2003 quand le pétrolier grec Tasman Spirit coule à deux kilomètres des côtes. Il libère près de 12 000 tonnes de pétrole, créant de lourds dégâts sur la faune et la flore locales et polluant 16 kilomètres de côte. De nombreuses tortues sont mortes et une partie de la population a souffert de nausées. Les opérations de nettoyages ont été compliquées ; elles ont nécessité une coordination nationale et ont mis en évidence le manque de préparation des autorités pakistanaises à ce type de catastrophe,.